# مسجد أثينا
مسجد أثينا هو أول مسجد رسمي في أثينا منذ 1821، سنة الاستقلال عن الدولة العثمانية، وهو يتسع لحوالي 350 مصليًا وقد بني المسجد بتمويل حكومي بلغت قيمته 850 ألف يورو.

## الموقع
يقع مسجد أثينا في منطقة إيليوناس الصناعية، البعيدة عن التجمعات السكنية، في قاعدة مهجورة تابعة للبحرية اليونانية.

## تاريخ
أقيمت أول صلاة في مسجد أثينا مساء يوم الإثنين 2 نوفمبر 2020 بحضور عدد قليل من المصلين في حين أجل الافتتاح الرسمي إلى غاية انتهاء الإجراءات الاحترازية لمواجهة جائحة كورونا. هذا المسجد أعطيت الانطلاقة لإنشائه سنة 2007، لكن نظرًا لضغوط المعارضة تأخرت أشغاله إلى غاية أواخر سنة 2019. وترجع المحاولات الأولى لإنشاء مسجد في أثينا إلى سنة 1890 بينما أعلن عن أول مشروع رسمي في 6 أكتوبر 2006 وذلك على لسان وزيرة الشؤون الدينية ماريا ياناكو

## آراء بخصوص المسجد
يرى وزير الشؤون الدينية اليوناني بأن المسجد هو رسالة واضحة تعكس الحرية الدينية في اليونان.
ورغم ابتهاج البعض بسبب افتتاح المسجد في أثينا كما هو حال حيدر عشير عضو مجلس إدارة المسجد، إلا أن هناك من عبر عن عدم رضاه عن الشكل وضيق المساحة، فنعيم الغندور، رئيس جمعية مسلمي اليونان يرى بأنه لا زالت هناك حاجة للكفاح من أجل الحصول على مسجد يستحقونه.
بينما هناك من يرى بأن المسجد لم ينشأ من أجل غايته الدينية وإنما هو مجرد محاولة يونانية للخروج بأثينا من دائرة العاصمة الأوروبية الوحيدة الخالية من المساجد.